# Leviapseudes macaronesia
Leviapseudes macaronesia is een naaldkreeftjessoort uit de familie van de Apseudidae. De wetenschappelijke naam van de soort is voor het eerst geldig gepubliceerd in 2012 door Larsen.